# Černotok

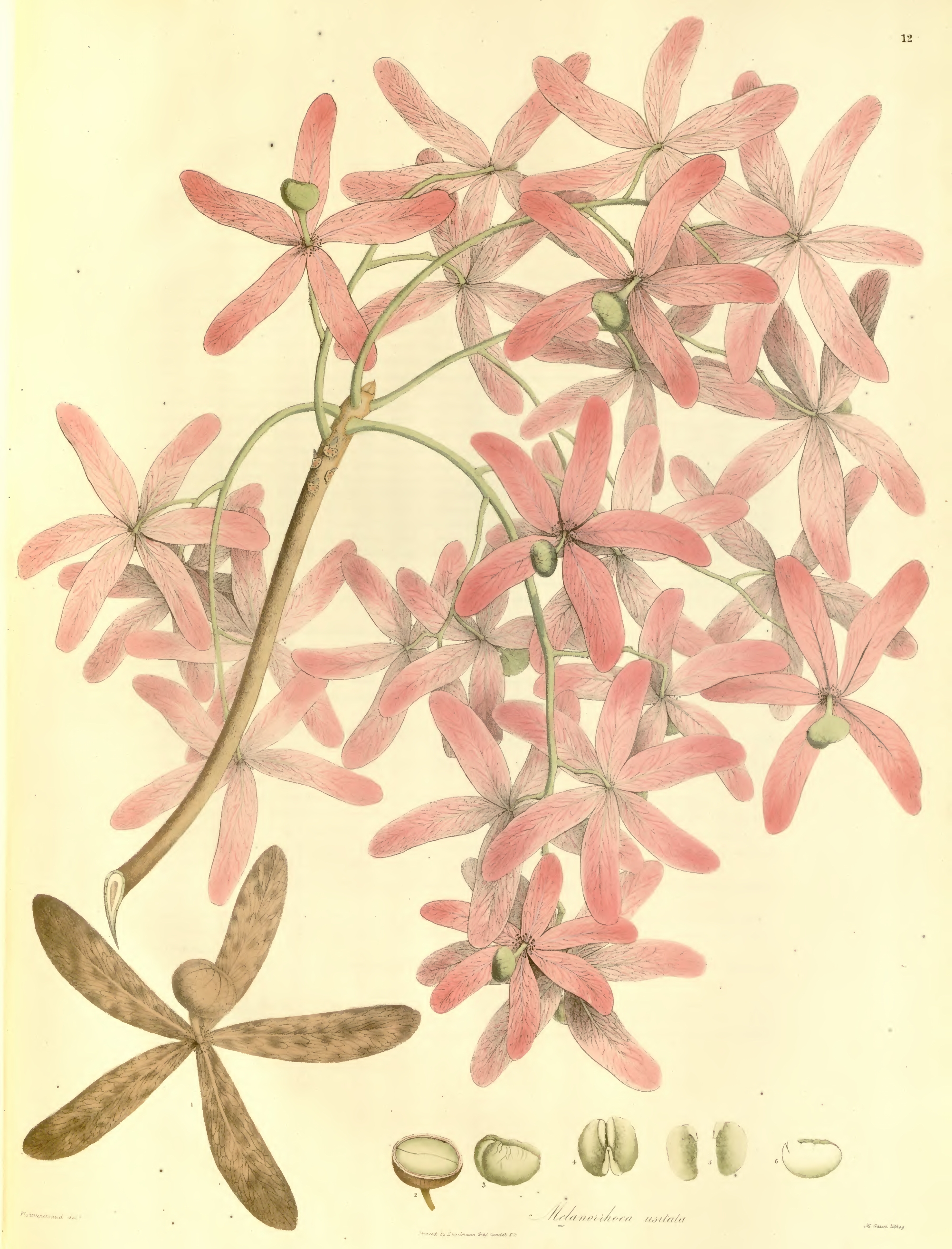
Botanická ilustrace plodenství Gluta usitata z roku 1830

Černotok (Gluta) je rod rostlin z čeledi ledvinovníkovité. Jsou to převážně stromy s jednoduchými, střídavými, kožovitými listy a drobnými květy v latovitých květenstvích. Plodem je peckovice, u některých druhů podepřená křídly z vytrvalé zvětšené koruny. Rod zahrnuje asi 34 druhů a je rozšířen v tropické Asii a na Madagaskaru.
Rostliny obsahují černající pryskyřičnatou šťávu, která při opakovaném kontaktu s pokožkou způsobuje alergické reakce a těžké dermatitidy. Dřevo je kvalitní a dekorativní, vzhledem k obsahu toxických látek je ale těžko zpracovatelné.

## Popis
Černotoky jsou oboupohlavné, opadavé nebo stálezelené malé až vysoké stromy nebo výjimečně velké keře, ronící při poranění ostrou pryskyřičnatou šťávu. Šťáva je buď černá, nebo bezbarvá až načervenalá a na vzduchu černající. Stromy mají opěrné pilíře u paty kmene. Gluta velutina, rostoucí v mangrovech, mívá chůdovité kořeny. Listy jsou střídavé (někdy téměř přeslenité), jednoduché, přisedlé nebo řapíkaté, kožovité, celokrajné.
Květy jsou oboupohlavné, stopkaté, uspořádané v úžlabních latách, bez květního disku.
Kalich je kápovitý, srostlý, při rozvíjení květu nepravidelně nebo kolem dokola pukající, opadavý.
Koruna je bílá, často na bázi červená nebo žlutá nebo časem růžovějící, většinou pětičetná.
Tyčinek může být různý počet (4, 5, 10 nebo mnoho). Gyneceum je pseudomonomerní, semeník přisedlý nebo spočívající na gynoforu. Nese nitkovitou čnělku zakončenou drobnou bliznou.
Plodem je hnědá, purpurová až černá, kulovitá až ledvinovitá, jednosemenná peckovice s hladkým nebo vrásčitým povrchem. U některých druhů jsou plody podepřené zvětšenou, vytrvalou korunou.

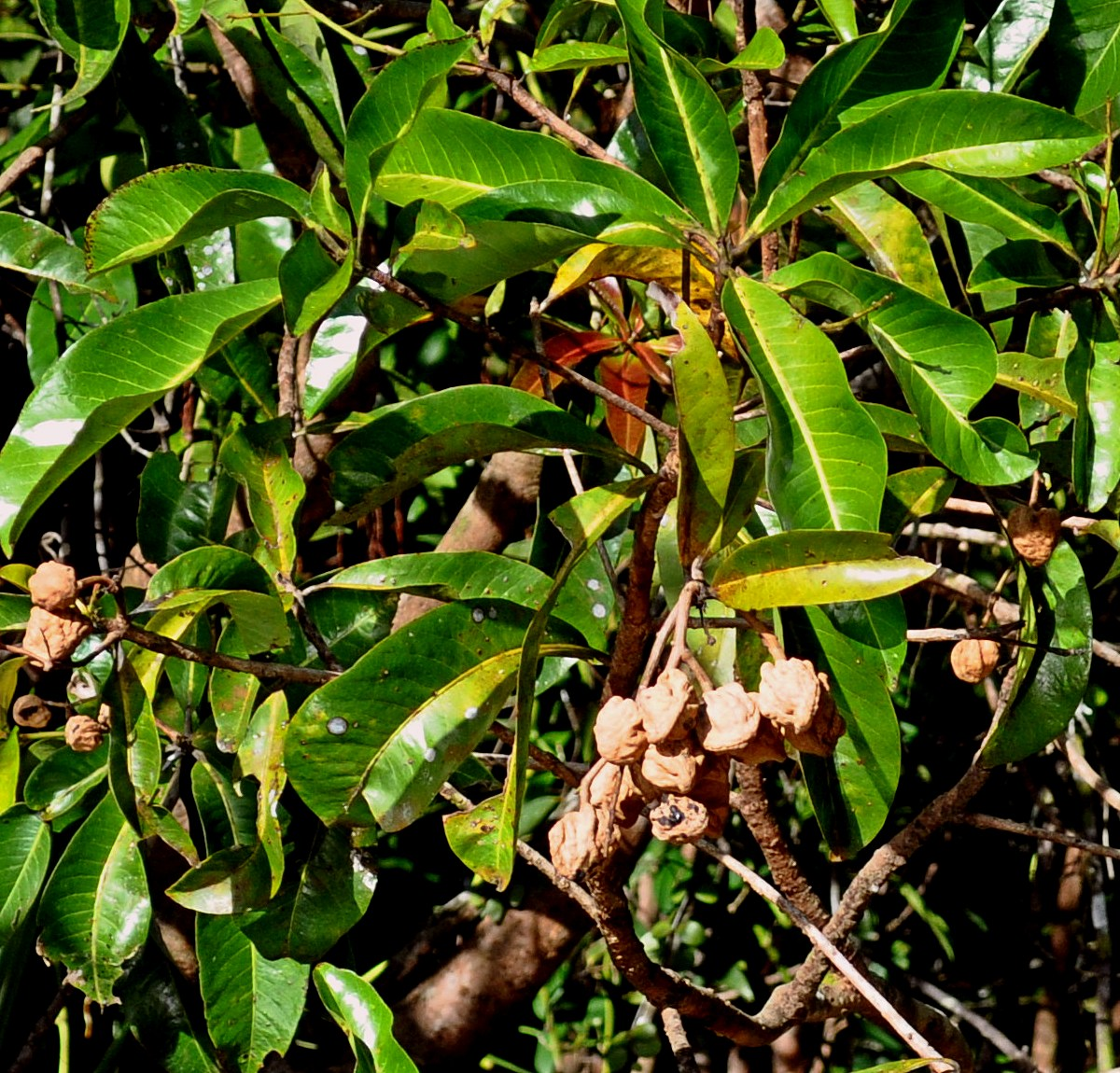
Plodné větve Gluta velutina
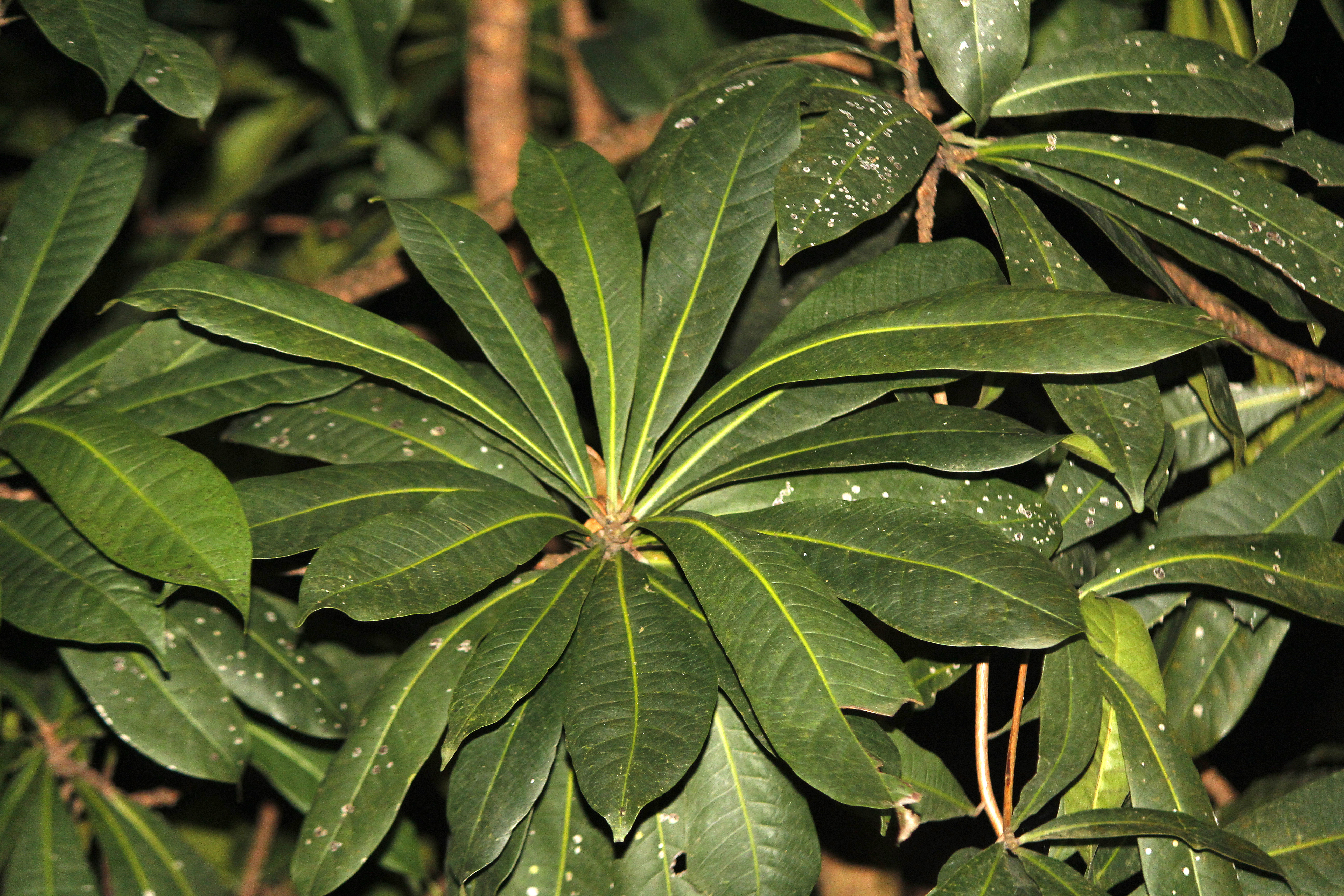
Listy Gluta travancorica
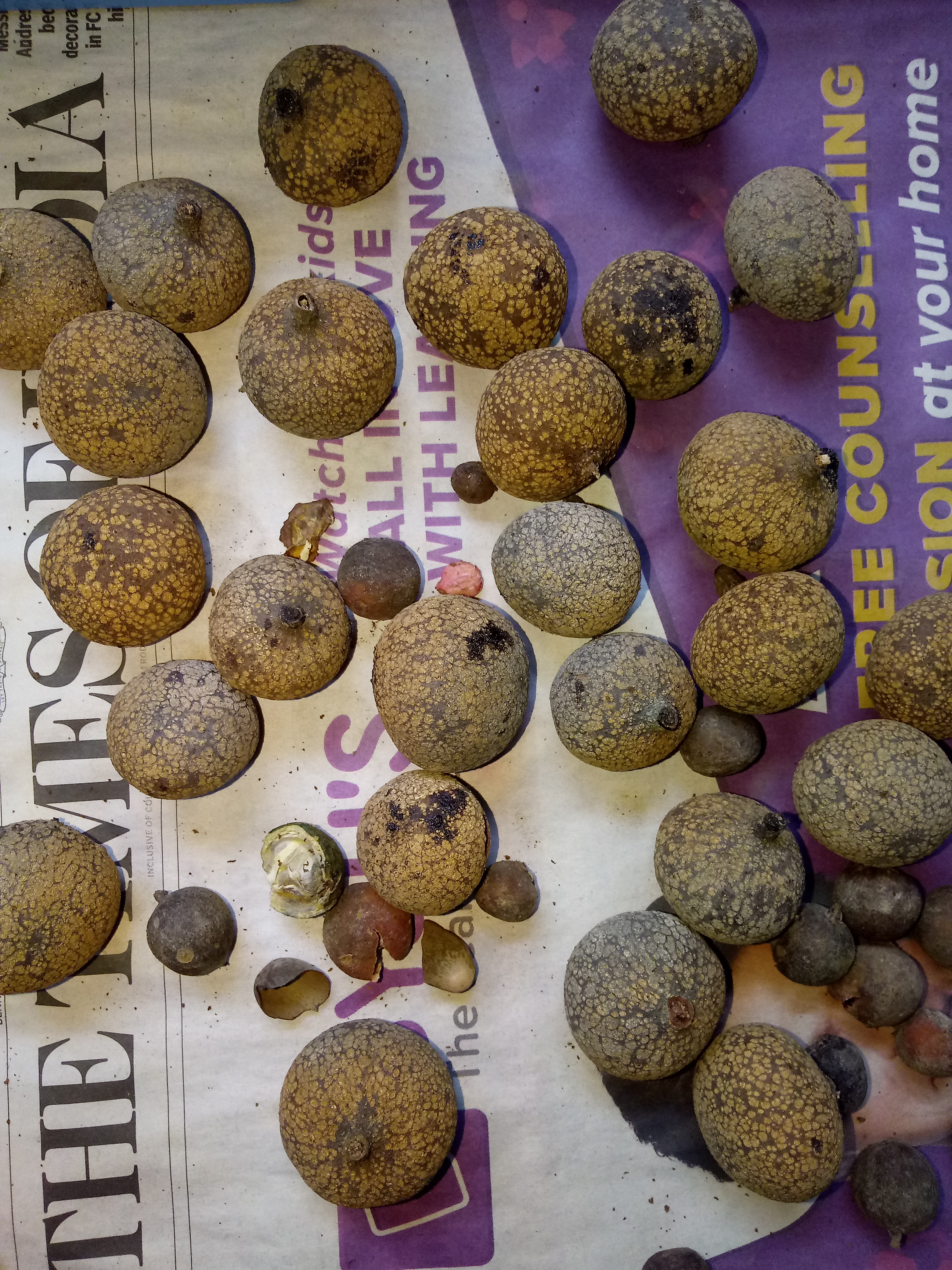
Plody Gluta travancorica

## Rozšíření
Rod černotok zahrnuje celkem 34 druhů a je rozšířen výhradně v tropické Asii a na Madagaskaru. Areál v Asii sahá od Indie přes Indočínu a jihovýchodní Asii po Novou Guineu. Chybí na Filipínách a Malých Sundách. Na Nové Guineji se vyskytuje jediný endemický druh (Gluta papuana), obdobně na Madagaskaru (Gluta tourtour). Centrum druhové diverzity v rámci jihovýchodní Asie je na Malajském poloostrově, zatímco nejvíce endemických druhů je udáváno z Bornea.
Černotoky rostou převážně v nižších nadmořských výškách do 1200 metrů nad mořem, a to zejména v bažinatých, rašelinných a poříčních lesích, ale také ve smíšených suchých lesích. V některých oblastech jihovýchodní Asie dominují druhy Gluta renghas a Gluta velutina v bažinatých stanovištích na nejnižším toku řek.

## Obsahové látky a jedovatost
V pryskyřičných kanálcích tohoto a některých dalších asijských rodů čeledi ledvinovníkovité (Melanochyla, Semecarpus, Swintonia), nazývaných v jihovýchodní Asii kolektivně renghas, je obsažena ostrá šťáva, která při kontaktu s pokožkou způsobuje senzibilaci a vybuzení imunitního systému. Opakovaný kontakt s rostlinou pak vede k prudkým alergickým reakcím (dermatitida) podobně jako u známého jedovatce. Reakce se projevuje zejména zarudnutím, otokem, tvorbou puchýřů a mokváním postiženého místa, bývá bolestivá a může mít vážný průběh. Nedoporučuje se ani schovávat se pod stromem před deštěm, neboť aktivní látky splachuje z listů. Nebezpečný může být i kouř z hořícího dřeva. Vytěžené dřevo musí být po vysušení několik let skladováno, dokud z něj tyto látky nevyprchají. U různých druhů tohoto rodu byly zjištěny aktivní látky moreakol, thitsiol, renghol, glutarenghol, laccol a další.

## Taxonomie
Rod Gluta je v rámci čeledi Anacardiaceae řazen do podčeledi Anacardioideae a tribu Anacardieae. Nejblíže příbuzné rody jsou podle výsledků molekulárních studií rody Anacardium, Bouea, Fegimanra a Mangifera. S rodem Gluta byl v minulosti sloučen rod Melanorrhoea.

## Význam
Jádrové dřevo černotoků je jasně červené až červenohnědé, středně tvrdé, s jemnou a pravidelnou strukturou, ostře oddělené od bílé nebo slámově žluté běli. Po vyleštění je hladké a silně lesklé. Je obchodováno pod názvem renghas. Je to excelentní materiál pro výrobu nábytku a různých trvanlivých řemeslných a uměleckých předmětů, jeho zpracování je však kvůli obsahu jedovaté šťávy značně obtížné.
Exudát některých druhů (zejména Gluta laccifera a Gluta usitata) je v Asii využíván k výrobě kvalitních laků. Semena druhů Gluta renghas a Gluta velutina jsou po upražení jedlá. Druhy Gluta coarctata a G. velutina jsou pro svoji jedovatost občas používány v Asii ke kriminálním činům.
Pryskyřičnatá šťáva druhu Gluta usitata je v Indočíně používána v kombinaci s medem jako anthelmintikum při kožních chorobách.